# Gubetin
Gubetin (cyr. Губетин) – wieś w Serbii, w okręgu toplickim, w mieście Prokuplje. W 2011 roku liczyła 161 mieszkańców.